# Windhoek Rurale
Il distretto elettorale di Windhoek Rurale è un distretto elettorale della Namibia situato nella Regione di Khomas con 22.254 abitanti al censimento del 2011.
Comprende i territori esterni alla città di Windhoek.

## Località
- Aris
- Brakwater
- Dordabis
- Groot Aub
- Mix camp
- Nauchas
- Nina
- Seeis
- Solitaire